# Яан Поска
Яан Поска (ест. Jaan Poska МФА: [ˈjɑːn ˈposkɑ]; 24 січня 1866, Лайузевялья, волость Лайузе — 7 березня 1920, Таллін) — естонський юрист і державний діяч, один із засновників естонської державності, глава Автономної Естонії в складі Російської республіки. В дореволюційній Росії був відомий як Іван Іванович Поска.

## Життєпис
Яан Поска народився 24 січня (за старим стилем — 12 січня) 1866 року. Був п'ятою дитиною в сім'ї з дванадцяти дітей. Його брат Гаврило (або Габріель, 1875—1929) працював адвокатом.
Виховувався в російських православних традиціях, домашнім мовою була російська. Говорив по-естонськи з легким російським акцентом. Навчався у церковно-парафіяльній школі в Тугалаане. Коли йому було 16 років, батько помер, а мати з молодшими братами і сестрами Яана переїхала в Юр'єв, де в університеті вчився його брат Міхкель, який згодом став інспектором народних шкіл.
Закінчив Ризьку духовну семінарію (1886), де крім вивчення церковних дисциплін і філософії отримав середню освіту. У 1890 році закінчив юридичний факультет Імператорського Юр'ївського університету.
Переклав на естонську мову «Пікову даму» О. С. Пушкіна та ряд інших творів. Підписувався псевдонімом «Яан Кару» (ест. Jaan Karu). Навчаючись в університеті, допомагав братові Михкелю у складанні хрестоматії з російської літератури для естонських шкіл.

## Політична кар'єра
Присяжний повірений (адвокат) у Ревелі (нині — Таллінн). З 1904 року — гласний Ревельской міської думи, в 1905 був її головою. У 1913—1917 роках — міський голова Ревеля.
В 1914—1915 роки провів медичну реформу, в 1915 році заснував жіноче комерційне училище, в 1916 — художньо-промислове училище. Став першим етнічним естонцем, який займав пост голови Ревельской міської думи, і другим естонцем, колишнім міським головою (мером) Ревеля.
Після отримання Естонією статусу автономії, в березні 1917 року Яан Поска був призначений комісаром Тимчасового уряду Росії в Естляндськой губернії, залишаючись на цій посаді аж до більшовицького перевороту в листопаді того ж року. Восени 1917 року був обраний депутатом Всеросійських установчих зборів.
Комітет порятунку Естонії 24 лютого 1918 року призначив Яана Поску міністром закордонних справ новоствореної держави. Потім Поска входив у склад Тимчасового уряду Естонії як заступник прем'єр-міністра та міністр юстиції. У 1919 році домігся визнання незалежної Естонії в Західній Європі, брав участь у роботі Паризької мирної конференції.
Після повернення в Естонії був призначений керівником естонської делегації на мирних переговорах з Радянською Росією, які завершилися 2 лютого 1920 року підписанням Тартуського мирного договору.
Був обраний депутатом Установчих зборів Естонії. Нагороджений Хрестом Свободи третього розряду першого ступеня — за цивільні заслуги. Похований в Талліні на Олександро-Невському цвинтарі.